# Necesser

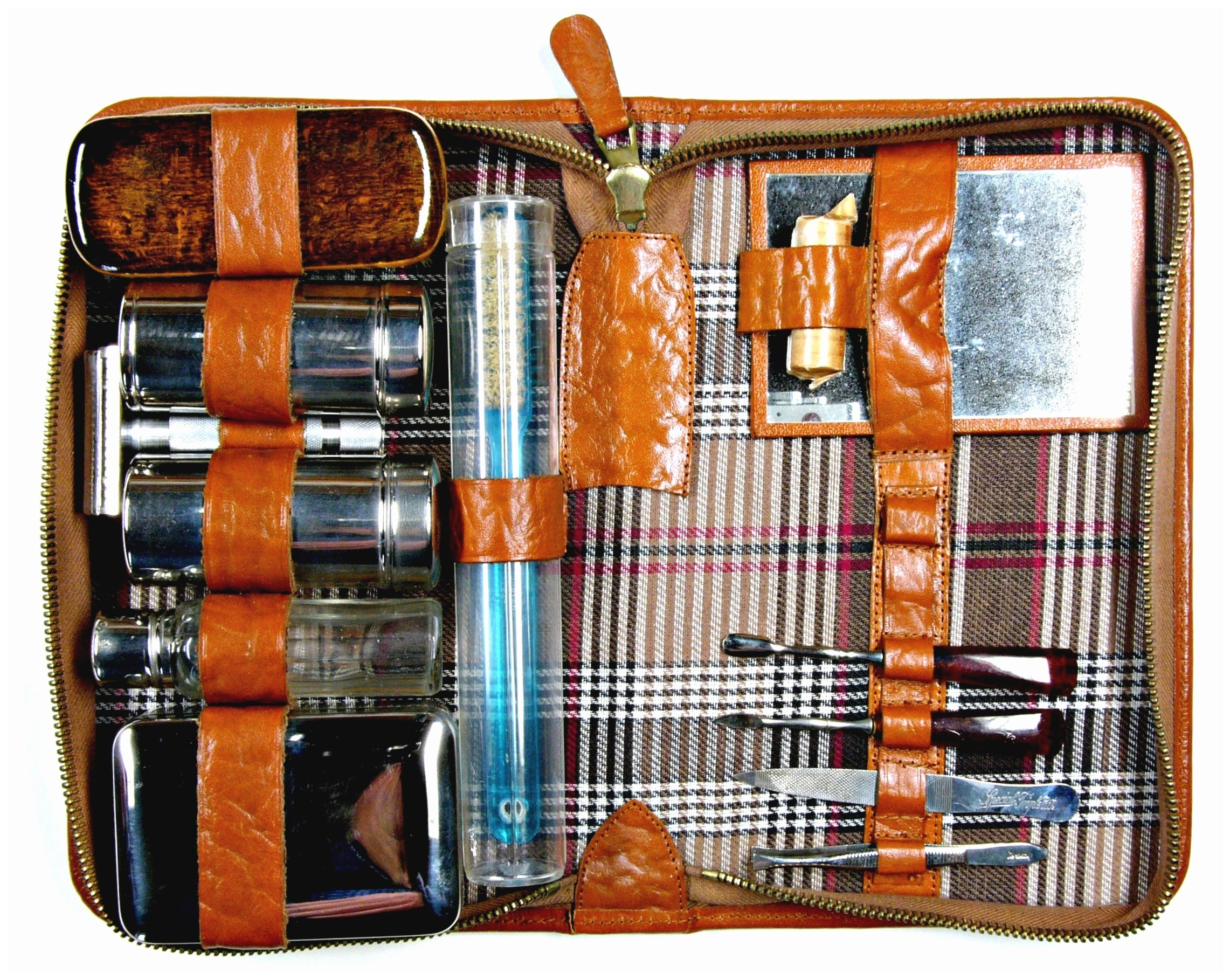
Necesser de la dècada del 1950

Un necesser (del francès nécessaire, 'necessari') és una maleta petita, o un estoig, que serveix per contenir i transportar articles d'higiene personal.
El necesser és un recipient utilitzat per introduir-hi petits flascons, pots, tisores, brotxes i altres estris utilitzats per a les operacions de bellesa i higiene. S'utilitzen per a desar-los o transportar-los, sobretot amb motiu d'un trasllat o viatges.

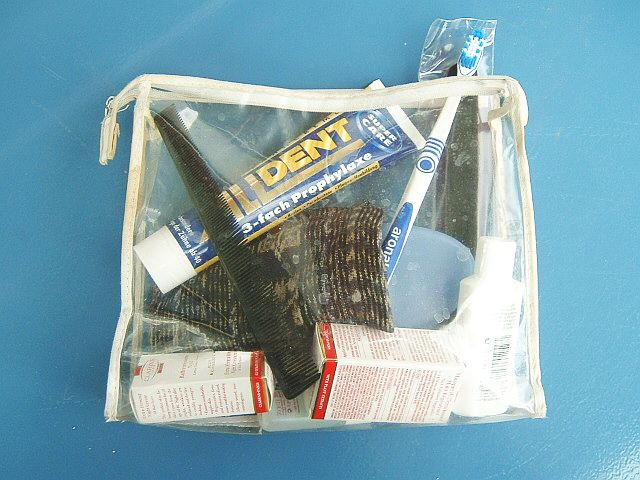
Necesser

En els necessers s'hi introdueixen tant els articles necessaris per a la cura i la neteja diària com alguns medicaments o articles de farmàcia: gases, tiretes, etc.
La majoria dels necessers s'utilitzen per introduir-hi productes diversos. No obstant això, alguns contenen articles específics per a l'usuari a qui van destinats o per a la seva funció. Així passa amb aquells destinats exclusivament a articles de maquillatge o els necessers de nadó, on es guarden colònia, sabó i tovalloletes particulars per a la seva neteja.
Hi ha necessers de formes i capacitats variades, des dels més senzills en forma d'una simple bossa amb cremallera fins als més complets consistents en un maletí amb diversos compartiments i receptacles en què s'introdueixen els objectes perquè no es moguin.
Els maletins tenen una nansa exterior independent i es traslladen com una maleta més, i fins i tot es poden arribar a facturar en els vols.
Els necessers d'higiene consistents en una bossa es transporten dins de les maletes, juntament amb la resta de peces i complements.

## Nota
1. ↑  Salvador Ruiz Céspedes. Para No Olvidar.  Bubok, p. 107–. ISBN 9788492662500 [Consulta: 1r juny 2011].
2. ↑   Autocoaching: Com aconseguir el millor d'un mateix (CAT).  Lulu.com, p. 31–. ISBN 9781409204039 [Consulta: 1r juny 2011].